# Ružica Trauber
Ružica Trauber, rođ. Đurasek (Varaždin, 1931. – Zagreb, 26. lipnja 2022.) bila je televizijska novinarka i urednica poznata po tridesetogodišnjem vođenju Poljoprivredne emisije Televizije Zagreb.
Diplomirala je agronomiju na Poljoprivredno-šumarskom fakultetu u Zagrebu, radila u Zadružnom savezu u Varaždinu i predavala na Poljoprivrednoj stanici u Zagrebu.
Televizijsku karijeru započela je kao novinarka, a na popularnoj poljoprivrednoj emisiji radila je od 1962. do umirovljenja 1992. godine, ukupno 750 epizoda. Emisija je do 1988. iz Zagreba išla jednom mjesečno jer su se svaki tjedan izmjenjivali studiji Jugoslavenske radiotelevizije, a potom je prešla na tjedno prikazivanje nedjeljom. 
Poljoprivrednim temama bavila se i u drugim emisijama Informativnoga i Dokumentarnoga programa zagrebačke televizije: u Dnevniku, U prvom planu, Petkom u 19.
Nagrađena je 1978. godine Zlatnim perom Hrvatskoga novinarskoga društva.

## Vanjske poveznice
- I oni su stvarali televiziju: Ružica Trauber, YouTube 2011.
- Car, Maja. 1. veljače 2014. Kako je nastala najdugovječnija HTV-ova emisija. Večernji list